# Iecava
Iecava (în germană Eckau) este un oraș de pe via Baltica din comuna Bauska, în regiunea Semigallia⁠(d) din sudul Letoniei. Orașul are o populație de aproximativ 5500 de oameni. Iecava se găsește la 40 de km sud de Riga și la 23 km nord de Bauska⁠(d) și a fost menționată în documentele istorice încă din 1492. Înainte ca reforma administrativă letonă din 2021 să intre în vigoare la 1 iulie 2021, Iecava a fost un sat și centrul comunei Iecava.

## Istorie
Orașul a fost fondat de Johann Freytag von Loringhoven în 1492. Deși numele leton al orașului a fost întotdeauna Iecava, la nivel internațional a fost cunoscut sub numele său german Gross Eckau până la începutul secolului al XX-lea. A fost scena unei victorii a trupelor prusace contra forțelor ruse. Prusacii au luptat de partea lui Napoleon în timpul invaziei sale asupra Imperiului Rus și a fost, de asemenea, scena unor lupte în timpul celui de-Al Doilea Război Mondial, în momentul retragerii germanilor din Uniunea Sovietică.
La sud de centrul orașului se află un parc în jurul fostului conac al contelui Peter Ludwig von der Pahlen⁠(d), din care au mai supraviețuit doar zidurile fundației și câteva clădiri de curte. Generalul francez Étienne MacDonald, care a comandat trupele prusace care luptau ca parte a Grande Armée, a ocupat castelul Gross-Eckau după bătălia de la Ekau în timpul războiului napoleonian cu Rusia.
Biserica din Iecava datează din secolul al XVII-lea, dar a fost avariată în diferite războaie și incidente începând cu bătălia de la Gross-Eckau din 7 iulie 1812 până la al Doilea Război Mondial și un incendiu din 1972.
Pe lângă agricultură, orașul sprijină întreprinderile de producție, inclusiv ulei vegetal și băuturi spirtoase.

## Oameni de seamă
Printre letonii proeminenți născuți la Iecava se numără Friedrich Wilhelm Matisohn (1871-1913) și politicianul / istoricul Arvīds Pelše⁠(d) (1899-1983)